# Risas y salsa
Risas y salsa fue un programa humorístico peruano, emitido por Panamericana Televisión del 12 de marzo de 1980 hasta el 29 de mayo de 1999. Su primer productor y director fue Efraín Aguilar, su guionista Aldo Vega y su elenco estuvo formado con actores de El Tornillo y del Grupo Histrión Teatro de Arte.

## Historia
El programa empezó a emitirse el miércoles 13 de febrero de 1980 por Panamericana Televisión. Fue dirigido y producido inicialmente por Efraín Aguilar, con libretos de Aldo Vega. El título del programa lo puso Alberto Terry, por ser la salsa un género musical bailable muy popular y muy en boga en aquella época. En 1983 ingresó como director Carlos Velásquez Quevedo; posteriormente en 1988 ingresó Guillermo Guille hasta finales de diciembre de 1996. Efraín Aguilar trabajó previamente en espacios cómicos antes de la censura por el Gobierno Revolucionario de la Fuerza Armada.
En sus inicios el programa de 60 minutos de duración se emitió los miércoles a las 8:00 p.m. en blanco y negro. Posteriormente pasó a emitirse los sábados a las 8 p. m. Tenía como presentación musical la canción de salsa Qué cosa tan linda de Oscar D'León.
Risas y Salsa fue uno de los programas de televisión más vistos del país, gran parte proveniente de los sectores económicos e intelectuales reducidos. Según la revista Debate, fue sintonizado por 1.3 millones de espectadores. Por un tiempo, se emitió dos veces por semana: miércoles y sábados a las 8:00 p.m.. En 1995 amplió su duración a 2 horas.
Su elenco estaba conformado por actores y actrices de los programas cómicos anteriores El Tornillo y Estrafalario. 
Los primeros sketches fueron Betito, Correo sentimental, El jefe, El Microbusero, El novio, La santa paciencia, El pícaro, Cosas de callejón, Entrevista insólita, Los trámites, Los borrachos, Los jubilados, Cosas hogareñas, La empleada de la Condesa, La Banda del Choclito, Empleada de servicio, El pobre Lucas, Pseudo periodista, Don Hipócrito y parodias televisivas como Trampolineando, Entrando hondo, Enano deportivo, Centro de notitas, Qué rico lloran los ricos, Andrea Azul, El tremendo corte, Teleavisos Pastel, Mocasín, Lo peor de la televisión mundial, Comercial comercial comercial, Ficción, Sábados de Belmonte, Carquín, Buenos días, Puré, Uno más uno = Nueve, Polanda Yolastri, Carlos Alfonso Más Delgado, Guindón Medioverde, Jaqueca Herrero, Melena Cortéz, Orlando Despacha, Rulito Peñasco, Mañoso Hastaelperno y Fernando Ancuervo, políticas, culturales como Alicia Sonso, Lombardo Fellini, Mario Vargas Choza, Oswaldo Cuettone y musicales como Lucía una Cruz, Rita Pavote, Raffaella Carré...ta, Eva y Yo, Peludo, Liza Monelli, Toribia Nelson Ron y Ron Tragolta, Trinche, Eloísa Panduro, Luis Aguanto Morales, Irma y Sucaldo, Sango, Yaco Monci, Bárbara Stressen, Víctor Cuadrados y Elsa María Lajalaron, Libertad La Marcada, Ángela Churrasco y Willy Chizitos, entre otras.
El programa se convirtió en uno de los más sintonizados pese a las duras críticas que el espacio recibió por parte de la prensa especializada durante sus primeras entregas, asimismo, sufrió algunas salidas en cantidad de actores cómicos desde fines de los años 80. 
A mediados de 1989 Carlos Álvarez encabezó a un grupo de actores que solicitó un aumento salarial, el mismo que fue denegado por el gerente del canal Genaro Delgado Párker, y como consecuencia de ello se retiró de Risas y Salsa en 1989 para dar vida a su programa propio "Las Mil y Una de Carlos Álvarez", transmitido por la señal televisiva de Frecuencia 2 (actual Latina TV), se unieron en este nuevo proyecto Guillermo Campos, Esmeralda Checa, Alicia Andrade, "El Chino" Yuffra, Toto África, Pilar Guerra, entre otros.
En la década del 90, América Televisión, principal competencia de Panamericana Televisión, decide renovarse y firma contrato con algunos actores de Risas y Salsa, tales como Adolfo Chuiman, Elmer Alfaro, Rodolfo Carrión y Raúl Beryón y dan origen al programa cómico El Enchufe. Sin embargo, Risas y Salsa continuaba al aire con algunos cómicos establecidos y con nuevos valores como Arturo Álvarez, Alfredo Benavides, Manolo Rojas, Fernando Armas, Hernán Vidaurre, Ernesto Pimentel, Andrés Hurtado y algunas actrices como Roxana Ávalos, Patricia Alquinta, Silvia Bardalez, Rosa Cabrera, Daysi Ontaneda, etc.
A fines de 1996, América Televisión contrata a Guillermo Guille y a medio elenco de Risas y Salsa. Nace así Risas de América (enero de 1997 - diciembre de 2013) y en Risas y Salsa la dirección del programa es asignada a Efraín Aguilar quien vuelve a imponer los sketches con personajes y sigue con los musicales que habían tenido éxito pero sin el "close-up" a las bailarinas antes que a los actores que había impuesto Guille.
Se hicieron presentes varios sketches como: El Hotel, ¡Cómo me gustan las mujeres!, La guerra de los sexos, El consultorio de Chuchi, Los Cholos, Los Piuranos, Los Charapas, etc. y nuevas parodias televisivas como: El Vecco, La trastocada, La Resaca Dominical, Brinco de Noche, Rataplaun, La Cocina de Don Boyito, Rajaduras del corazón y La molida de los sábados. 
El 29 de mayo de 1999, con 19 años en el aire, Risas y Salsa sale abruptamente del aire siendo sustituido ese sábado por un partido del "Campeonato Descentralizado" de ese año y posteriormente por Los ambulantes de la risa entre julio del año 1999 y octubre de 2000, terminando así el ciclo de uno de los programas más vistos en la historia de la televisión peruana.

### Lanzamientos posteriores
En 2007 Panamericana lanzó una miniserie documental sobre la producción del espacio humorístico.
El 12 de marzo de 2011, después de 12 años de ausencia, Panamericana relanzó esta producción bajo el nombre de Risas y salsa: La nueva generación. Esta vez con actores como Alfredo Benavides, Manolo Rojas, Fernando Farrés, Guillermo Campos, Enrique Espejo "Yuca", entre otros. Sin embargo, el programa no logró el éxito que se esperaba, lo que conllevó a la falta de auspiciadores y posteriormente a su cancelación definitiva en agosto del 2011.

## Elenco

### Primera etapa
1980 a 1987
- Adolfo Chuiman
- Álex Valle
- Antonio Salim
- Jorge Montoro
- Alicia Andrade
- Camucha Negrete
- Ricardo Fernández
- Jesús Morales
- Esmeralda Checa
- Álvaro Gonzáles Guayabera Sucia
- Justo Espinoza "Petipán"
- Guillermo Rossini
- César Ureta (1980 - 1982)
- Román "Ronco" Gámez
- Carlos Álvarez (1986-1989)
- Jorge Benavides (1986-1990)
- Mabel Duclós
- José Centurion
- Nancy Cavagnari
- Elmer Alfaro
- Aurora Aranda
- Rodolfo Carrión
- Analí Cabrera
- Amparo Brambilla
- Efraín Aguilar "Betito" (1980-1982)
- Susy Díaz
- Teresa Olmos
- Guillermo Campos Cachambembe
- Pedro "Chino" Yuffra
- Efraín Castro "Gargantita"
- Gisela Valcárcel (1983-1987)
- Enrique Espejo "Yuca"
- Luis Menezes
- Lelo costa

1987 a 1996
- Adolfo Chuiman (1980 - 1992, 1997-1999)
- Elmer Alfaro (1980 - 1992)
- Rodolfo Carrión (1980 - 1992)
- Raúl Beryón (1987 - 1992)
- Álvaro Gonzáles (1980 - 1992)
- Guillermo Campos (1980 - 1988)
- Ricardo Fernández (1980 - 1982, 1989 - 1996)
- Guillermo Rossini (1980 - 1996)
- Antonio Salim (1980 - 1993)
- Pedro "Chino" Yuffra (1980 - 1988)
- Guillermo Cavallini (1984 - 1994)
- Justo Espinoza "Petipán" (1980 - 1996)
- Camucha Negrete (1980 - 1988)
- Alicia Andrade (1980 - 1989, 1994 - 1996)
- Esmeralda Checa (1980 - 1989, 1994 - 1996)
- Jesús Morales (1982 - 1996)
- Teresa Olmos (1980 - 1987, 1989 - 1996)
- Analí Cabrera (1980 - 1990, 1994-1999)
- Amparo Brambilla (1981 - 1994)
- Karen América (1987 - 1994)
- Carlos Álvarez (1986 - 1989)
- Jorge Benavides (1986 - 1990)
- Ricky Tosso (1987 - 1988, 1993 - 1996)
- Chicho Mendoza (1984 - 1996)
- Javier Santagadea (1984 - 1996)
- Hualo Rodríguez (1984 - 1994)
- Manolo Rojas (1990- 1996)
- Arturo Álvarez (1989 - 1996)
- Alfredo Benavides (1990 - 1996)
- Fernando Armas (1990 - 1996)
- Willy Hurtado (1989 - 1996)
- Armando Sáenz (1991 - 1994)
- Roxana Ávalos (1987 - 1996)
- Patricia Alquinta (1990 - 1996)
- Silvia Bardalez (1990 - 1996)
- Rosa Cabrera (1990 - 1996)
- Miguel "Chato" Barraza (1992 - 1996)
- Alejandro "Gordo" Casaretto (1994 - 1996)
- Andrés Hurtado "Chibolín" (1994 - 1996)
- Daysi Ontaneda (1994 - 1996)
- Margui Porras (1990 - 1996)
- Alex Sotomayor (1995 - 1996)
- Ernesto Pimentel "La Chola Chabuca" (1996)
- Hernán Vidaurre (1996)

1997 a 1999
- Elmer Alfaro
- Alicia Andrade
- Aurora Aranda
- Miguel "Chato" Barraza
- Amparo Brambilla
- Tamara Brown
- Raúl Beryón
- Mónica Cabrejos
- Analí Cabrera
- Rosa Cabrera
- Guillermo Campos Cachambembe
- Alejandro Romero "Gordo Casaretto"
- Bárbara Codina
- Jorge Chávez
- Adolfo Chuiman
- Justo Espinoza "Petipán"
- Fernando Farrés
- Román "Ronco" Gámez
- Óscar Gayoso (1997)
- Willy Iturriaga
- Héctor Jiménez "Eleuterio"
- Johnny Mendoza
- José Mujica
- Bettina Oneto
- Nicho Ortiz
- Ernesto Pimentel (1997)
- Henry Rodríguez
- Koky Salgado
- Jorge Sarmiento
- Jesús Tabaco
- Mónica Torres
- Pablo Villanueva "Melcochita"
- Pedro "Chino" Yuffra

### Relanzamiento
2011
- Alfredo Benavides
- Manolo Rojas
- Enrique Espejo "Yuca"
- Lucecita Ceballos
- Fernando Farrés "Don Sabiondo"
- Percy Diestra
- Leonidas Vega
- Jose Luis Almanza "Chatin"
- Javier Santagadea
- Guillermo Campos "Cachambembe"

## Sketches del programa
- El microbusero: Protagonizado por Román Gámez como el chofer y Adolfo Chuiman como el cobrador. Retrataba algunos particulares hechos que ocurrían en un viaje en un microbús (por entonces, nuevos en el ambiente).
- El Novio: Protagonizado por Adolfo Chuiman como Avelino, Aurora Aranda como Carmencita y Álex Valle como el padre de Carmencita. Avelino era un personaje que siempre buscaba la manera de estar con su novia Carmencita sin que su padre lo descubriera al final siempre lo golpean y a veces él dice la frase: En la cara ¡No!.[9]
- El Jefecito: Protagonizado por Antonio Salim como el jefe Federico Lanzelotti, Analí Cabrera como Chelita y Rodolfo Carrión como Felpudini. El "jefecito" siempre buscaba la manera de seducir a su secretaria Chelita. Felpudini era el empleado "sobón", que idolatraba a su jefe, y siempre interrumpía el momento de la seducción. La actriz argentina radicada en Perú Mabel Duclós encarnaba a la esposa del Jefecito.
- Betito: Efraín Aguilar como Betito. Betito era un niño que se caracterizaba por ser mañoso y travieso. En la escuela siempre se le insinuaba a la maestra (Camucha Negrete) y piropeaba a todas las mujeres bonitas.
- El Pícaro: Adolfo Chuiman como "papá" Manolo y Elmer Alfaro como Machucao. Manolo era el típico criollo que buscaba la manera de vivir mediante negocios que no requirieran mayor trabajo, siempre apoyándose (y aprovechándose) de Machucao. Manolo convencía siempre a Machucao con la frase ¿Quién soy yo?, a lo que Machucao respondía "Papá".
- Correo Sentimental: Esmeralda Checa como la Profesora Angélica Zapatini. Ella siempre leía cartas que su público le enviaba, dando como respuesta hilarantes consejos.
- La santa paciencia: Álex Valle encarnaba a un anciano que se enojaba cuando lo menospreciaban por su edad. Una persona siempre trataba de calmarlo, mencionándole a "la santa paciencia", sin embargo, el anciano terminaba atacando a todo el mundo.
- El Hincha: Adolfo Chuiman y compañía. Sin duda este programa era hincha del deporte rey (el fútbol), Adolfo Chuiman veía la tele con sus amigos criticando a los futbolistas de esa época.
- La banda del Choclito: Justo Espinoza "Petipán" como el Choclito, José Centurión como Mapache, Pedro Yuffra como Ojitos Lindos y Álvaro González como Guayabera Sucia. Narraba la vida de una banda de asaltantes, liderados por el Choclito, un enano. El líder se inspiró en el auténtico delincuente del norte de Perú Andrés Avelino Sánchez. Mapache fue más tarde reemplazado por "Payaso" Guillermo Cavallini.[10]
- El Callejón: Antonio Salim como Roncayulo y Jesús Morales como Doña Epidemia (reemplazada luego por Alicia Andrade como Doña Cañona). Retrataba la vida "achorada" de los callejones del centro de Lima.
- La Guardia Serafina: Roxana Ávalos como Serafina y Ricardo Fernández como el Capi. Serafina era una guardia de la policía no muy eficiente.
- El brother Pablo: Por Manolo Rojas. Basado en el Hermano Pablo (Paul Finkenbinder), pastor evangélico que tenía un programa de televisión llamado "Mensaje a la conciencia". El brother Pablo relataba en sus mensajes, de forma satírica, los sucesos que se estaban dando en "Perusalén". Siempre terminaba bailando la canción de moda.
- La familia Defectos: Karen América como La Gaga, Silvia Bardales como La Eléctrica, Patricia Alquinta como La Sorda y Jesús Morales y Ricardo Fernández como los padres. Narraba como 3 hermanas, ellas trataban de progresar a pesar de sus defectos, pero siempre terminaban estropiando todo lo que hacían.[11]
- Carlos Manrico McPato: Por Árturo Álvarez. Basado en Carlos Manrique, exjefe del Clae. Siempre con su frase muy popular llamado "Cheverengue".
- Amparo y Petipán: Petipán (menor a metro y medio) estaba casado con Amparo Brambilla (de más de 1.80 m). Aun así, Petipán se las daba de jugador entre tías.
- Momo y Memo: Ricky Tosso como Momo, Miguel Barraza como Memo y Jesús Morales y Ricardo Fernández como los padres. Eran dos hermanos medio idiotas, que no sabían hacer nada bien, aún con un tutor contratado (Guillermo Rossini).
- Amor Imposible: Analí Cabrera era la vecina de Alejandro "Gordo" Casaretto que siempre venía a visitar a su casa porque venían algunos personajes importantes, en el transcurso del sketch ellos llegan con unas flores y uno de ellos nunca pudo hacer la cita imposible, pero ella se queda con el vecino cenando románticamente y un lapso de segundos lo corren de la casa.
- Cuy Lee: Parodia del artista marcial Bruce Lee. Miguel Barraza era un monje xialoin que recibía y golpeaba a los novios de su hija, Cuy Lita. Su lema era "Dar es más importante que recibir".
- El Hotel: Machucao como Don Sesenta y Raúl Beryón como el encargado del hotel. Narraba como don Sesenta, un anciano, trataba de "debutar" con bataclanas menores de 25 años. Cada vez que iba a lograr su cometido, por alguna razón don Sesenta era interrumpido, y su pareja se iba con el encargado del hotel.
- Los vecinos de Huaycán: Ricky Tosso, Roxana Ávalos, Patricia Alquinta como la barbie, y Manolo Rojas como el cachangas. Este sketch trata de dos parejas, que trataban de situaciones cotidianas y a veces dicen sobrenombres en el guion y al final siempre suceden graciosas situaciones y se aman o pelean.
- Como me gustan las mujeres: Elmer Alfaro como el tío Mañuco. Mañuco era dueño de una bodega, donde llegaban vedettes que se rendían a los encantos del bodeguero. Pero cuando estaba a punto irse con las bataclanas a una fiesta, era interrumpido o bien por una vedette de voz aguardientosa (Erika Pacheco) o por un señor con pinta de matón (Guillermo Campos).
- La guerra de los sexos: Adolfo Chuiman como Macho Fuerte, Elmer Alfaro “Machucao” como Cándido, Analí Cabrera como Margaret y Betina Onetto como Mona. Macho Fuerte trataba de enseñarle a Cándido a ser alguien como él, un "macho" que tenía a su esposa Mona como su esclava. Cándido trataba de ser como él, pero su mujer Margaret siempre terminaba golpeándolo.
- El cole: Miguel Barraza como Miguelito, Alejandro Cassaretto como cataplama, Justo Espinosa “Petipán” como Mojontuyo, Aurora Aranda como Aurorita, Rosa Cabrera como Rosita, Betina Oneto como Piticlin, Pedro "Chino" Yuffra como Mocomoco, Amparo Brambilla como Pocoton, Pablo Villanueva “Melcochita” como Cocoliche, Mónica Cabrejos como Monicaca, Analí Cabrera como Anita, Alicia Andrade y esporádicamente Mónica Torres como la maestra. Este sketch trata de unos alumnos del colegio con la maestra haciendo unas preguntas en clase y acaban haciendo enredos en general, a veces la alumna Rosita sube sentada en él escritorio de la maestra y lo baja a gritos, pero también ponen ejemplos con los alumnos.
- La suegra: Jorge Sarmiento, Bárbara Codina y Alicia Andrade. Sarmiento hacía del esposo de Codina, que le gustaba irse de parranda, pero temía a la reacción de su esposa, por lo que le pedía ayuda a su mamá.
- Los hinchas: Miguel Barraza (con la camiseta del Sporting Cristal), Alejandro Casaretto (Alianza Lima), Ricky Tosso (Universitario de Deportes) y Manolo Rojas (neutral) sentados en una mesa de bar y tomándose turnos contando chistes,[12] incluyendo entre pausas a los dependientes (Fernando Armas y Alfredo Benavides), y la mascota, Petipán. Generalmente a Rojas le tocaba contar al último, pero aunque la audiencia se reía, los otros no y lo dejaban para que pague la "tacuen".
- Los gladiolos del catch: El elenco parodiaba a los luchadores de la World Championship Wrestling norteamericana. Destacaba Adolfo Chuiman como Hulk Hogan. El cuadrilátero era un trampolín redondo rodeado de cuerdas.
- Miss Risas y Salsa: Parodia a los concursos de belleza de la época. La presentadora era La Chola Chabuca (Ernesto Pimentel), y las eternas concursantes del certamen eran Laura Chozo (parodia de la conductora de talk shows Laura Bozzo interpretada por Fernando Armas), doña Susana (parodia de la ex primera dama Susana Higuchi Miyagawa, interpretada por Guillermo Rossini), Anita Kanachico (parodia de la exsenadora y jefa del INABIF Ana Kanashiro, interpretada por Manolo Rojas), Beatriz Morino (parodia de la exsenadora y entonces congresista Beatriz Merino, interpretada por Ricky Tosso) y Keiko (parodia de la entonces primera dama Keiko Fujimori, interpretada por Andrés Hurtado "Chibolín") siendo estas últimas dos quienes se disputaban la corona al final.
- Los Firmes y los Bambas: Pablo De Mantecagorda (Guillermo Rossini parodiando al presentador Pablo de Madalengoitia) era el encargado de presentar a los artistas del momento pero de manera sorpresiva llegaba otro grupo o solista diciendo ser los originales (esta secuencia ha sido imitada por muchos otros espacios pero el segmento fue creado en este programa).
- La Trampa: Amparo Brambilla como la esposa, Miguel Barraza como el esposo y Bettina Oneto como la amante o "la trampa". Barraza iba hacia ambas mujeres buscando consuelo e intentando justificarse de sus tardanzas y devaneos, a lo que ellas les respondían con insultos y golpes. El sketch concluía con cada una diciendo "Esto me pasa a mí por ser muy débil de carácter". Más adelante, al sketch se uniría la bailarina Maribel Velarde como la otra "trampa".

El Jefecito, El Pícaro (como Quién Soy Yo? Papá) y La Guardia Serafina más tarde tuvieron sus propios programas spin-offs.